# Rudolf Wolkan
Rudolf Wolkan (21. července 1860, Přelouč – 16. května 1927, Vídeň) byl rakouský literární historik.

## Životopis
Wolkan se věnoval historii české literatury, hutteritů, Jednoty bratrské a novokřtěnců v období reformace. Byl spolupracovníkem Allgemeine Deutsche Biographie, vydávané firmou Duncker & Humblot v Lipsku, do které napsal řadu článků. Byl také vedoucím univerzitní knihovny ve Vídni.